# Linda Mackenzie
Linda Mackenzie (Mackay (Queensland), 14 december 1983) is een Australische zwemster en olympisch kampioene op de 4x200 meter vrije slag, Mackenzie is medehoudster van het olympisch record samen met Stephanie Rice, Bronte Barratt en Kylie Palmer.

## Carrière
Bij haar internationale debuut tijdens de wereldkampioenschappen zwemmen 2001 in Fukuoka werd Mackenzie met de 4x200 meter vrije slag estafetteploeg gediskwalificeerd. Twee jaar later bij de wereldkampioenschappen zwemmen 2003 in het Spaanse Barcelona eindigde ze als zeventiende op de 400 meter vrije slag en als zestiende op de 800 meter. Op de 4x200 meter vrije slag won Mackenzie samen met Elka Graham, Kirsten Thomson en Alice Mills de zilveren medaille.
Mackenzie maakte haar olympisch debuut tijdens de Olympische Spelen 2004 in Athene. Individueel bereikte ze een zevende plaats op de 400 meter vrije slag, een tiende plaats op de 800 meter vrije slag en negentiende plaats op de 200 meter vrije slag. Met de estafetteploeg 4x200 meter vrije slag eindigde Mackenzie net naast het podium als vierde. Ze zwom alleen in de series en zag haar landgenotes, Alice Mills, Elka Graham, Shayne Reese en Petria Thomas strandden op 0,05 seconde van het podium.

### 2005-2008
Het eerste grote toernooi dat na de Spelen op het programma van Mackenzie stond is het wereldkampioenschappen zwemmen 2005 in Montreal. Op dit toernooi bereikte zij de achtste plaats op de 200 meter vrije slag, de zesde plaats op de 400 meter vrije slag en de elfde plaats op de 800 meter vrije slag. Samen met Lisbeth Lenton, Shayne Reese en Bronte Barratt behaalde zij een zilveren medaille op de 4x200 meter vrije slag. Bij de Gemenebestspelen 2006 waren vierde en vijfde plaatsen op de 400 en 200 meter vrije slag haar deel. Op de 4x200 meter vrije slag won ze de gouden medaille samen met Lenton, Barratt en Kelly Stubbins. Bij de wereldkampioenschappen zwemmen 2007 in Melbourne bereikte zij de achtste plaats op de 400 meter vrije slag en een twaalfde plaats op de 200 meter vrije slag.
Bij haar tweede olympische deelname in Peking behaalde Mackenzie een twaalfde plaats op de 200 meter vrije slag en een tiende plaats op de 400 meter vrije slag. Het mooiste moment uit haar carrière was het winnen van het goud op de 4x200 meter vrije slag samen met haar landgenotes Stephanie Rice, Bronte Barratt en Kylie Palmer. Het kwartet verbeterde tevens het wereldrecord dat in handen was van de Amerikaanse ploeg met 5,78 seconden.

## Internationale toernooien
| Jaar | Olympische Spelen                                                                                                | WK langebaan                                                                                | WK kortebaan  | PanPacs | Gemenebestspelen                                               |
| ---- | --- | ------------------------------------------------------------------------------------------- | ------------- | --- | -------------------------------------------------------------- |
| 2001 | | DQ 4x200 m vrije slag                                                                       |               | |                                                                |
| 2002 | |                                                                                             | geen deelname | geen deelname | geen deelname                                                  |
| 2003 | | 16e 800 m vrije slag · 17e 400 m vrije slag · 4x200 m vrije slag                            |               | |                                                                |
| 2004 | 7e 400 m vrije slag 10e 800 m vrije slag 19e 200 m vrije slag 4e 200 m vrije slag Mackenzie zwom enkel de series |                                                                                             | geen deelname | |                                                                |
| 2005 | | 6e 400 m vrije slag · 8e 200 m vrije slag · 11e 800 m vrije slag · 4x200 m vrije slag       |               | |                                                                |
| 2006 | |                                                                                             | geen deelname | 200 m vrije slag · 6e 400 m vrije slag · 9e 800 m vrije slag · 10e 100 m vrije slag · 4x200 m vrije slag · 4x100 m vrije slag | 4e 400 m vrije slag · 5e 200 m vrije slag · 4x200 m vrije slag |
| 2007 | | 8e 400 m vrije slag 12e 200 m vrije slag 4e 200 m vrije slag Mackenzie zwom enkel de series |               | |                                                                |
| 2008 | 10e 400 m vrije slag · 12e 200 m vrije slag · 4x200 m vrije slag                                                 |                                                                                             | geen deelname | |                                                                |

## Persoonlijke records

### Kortebaan
| Afstand         | Tijd    | Datum            | Plaats    |
| --------------- | ------- | ---------------- | --------- |
| 100m vrije slag | 54,80   | 3 november 2007  | Sydney    |
| 200m vrije slag | 1.57,86 | 4 augustus 2007  | Sydney    |
| 400m vrije slag | 4.06,19 | 20 november 2005 | Sydney    |
| 800m vrije slag | 8.28,89 | 26 november 2004 | Melbourne |

### Langebaan
| Afstand         | Tijd    | Datum         | Plaats    |
| --------------- | ------- | ------------- | --------- |
| 100m vrije slag | 55,03   | 27 maart 2008 | Sydney    |
| 200m vrije slag | 1.56,99 | 25 maart 2008 | Sydney    |
| 400m vrije slag | 4.04,73 | 23 maart 2008 | Sydney    |
| 800m vrije slag | 8.29,73 | 10 juni 2008  | Barcelona |

1996: Jackson, Teuscher, Taormina, Thompson ·
2000: Arsenault, Munz, Benko, Thompson ·
2004: Coughlin, Piper, Vollmer, Sandeno ·
2008: Rice, Barratt, Palmer, Mackenzie ·
2012: Franklin, Vollmer, Vreeland, Schmitt ·
2016: Schmitt, Smith, Dirado, Ledecky ·
2020: Yang, Tang, Zhang, Li ·
2024: O'Callaghan, Pallister, Throssell, Titmus